# Ⲡ
Cette page contient des caractères spéciaux ou non latins. S’ils s’affichent mal (▯, ?, etc.), consultez la page d’aide Unicode.
Ne doit pas être confondu avec la lettre grecque Pi.
Ⲡ (minuscule : ⲡ), appelé pi, est une lettre de l’alphabet copte utilisée dans l’écriture du copte, de l’ancien nubien et du nobiin.

## Représentations informatiques
Le pi a été représenté avec les mêmes caractères que le pi grec jusqu’à la publication d’Unicode 4.1 en mars 2005, à partir de laquelle il est représenté avec des caractères qui lui sont propres. Il peut donc être représenté à l’aide des caractères (Grec et copte, Copte) suivants, :
| lettres   | représentations | chaînes de caractères | points de code | descriptions                | note               |
| --------- | --------------- | --------------------- | -------------- | --------------------------- | ------------------ |
| majuscule | Π               | Π                     | U+03A0         | lettre majuscule grecque pi | avant Unicode 4.1  |
| minuscule | π               | π                     | U+03C0         | lettre minuscule grecque pi | avant Unicode 4.1  |
| majuscule | Ⲡ               | Ⲡ                     | U+2CA0         | lettre majuscule copte pi   | depuis Unicode 4.1 |
| minuscule | ⲡ               | ⲡ                     | U+2CA1         | lettre minuscule copte pi   | depuis Unicode 4.1 |